# グルコシド

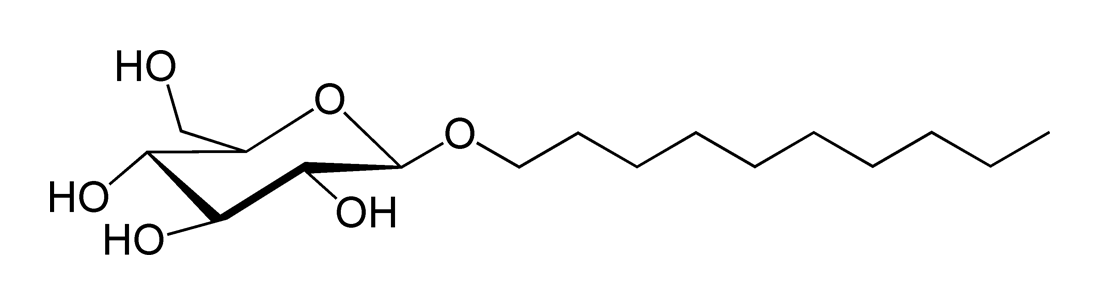
界面活性剤として用いられる植物由来のデシルグルコシドの化学構造

グルコシド (Glucoside) は、グルコースに由来する配糖体である。グルコシドは、植物では一般的に見られるが、動物では稀である。グルコシドが純粋に化学的な手段による加水分解あるいは発酵や酵素によって分解されると、グルコースが生じる。
当初は、このような特徴を持つ植物が生産する物質に対してこの名前が用いられてきた。この時、分子の中でグルコース以外の部分は、多くの場合は芳香族アルデヒドやフェノール化合物である（例外としては、シニグリン、スカモニン(en)がある）。現在では、アルコール性のグルコース溶液と塩酸を反応させて生じるような合成エーテルや、ショ糖のような多糖に対しても用いられる。グルコースはグルコシドの中に最も普遍的に存在する糖であるが、ラムノース等を生成するものも多く知られており、これらはペントシドと呼ばれる。分子の非糖部分（アグリコン）についても注目されており、多くの構造が解明、合成され、合成されたグルコシドの機能が発現されたものもある。
最も単純なグルコシドは、アルコール性グルコース溶液と塩酸を反応させて生成するアルキルエーテルである。より優れた生成法は、固体の無水グルコースを塩酸を含むメタノール溶液に溶解することである。これにより、アルファ型とベータ型のメチルグルコシドの混合物が生成する。
グルコシドの分類は、いくらか複雑である。分子の非糖部の化学構造に基づくある方法では、(1) アルキル誘導体、 (2) ベンゼン誘導体、(3) スチレン誘導体、(4) アントラセン誘導体の4つに分類することが提案されている。それぞれのグループには、青酸グルコシド、即ちシアン化水素を含むものも含まれる。植物の分類に基づいた別の分類法では、関連する属の植物は似たような化合物を含むことを利用する。

## エチレン誘導体
カラシナの種子から得られるマスタードオイルは、焼けるような味を持つ。シニグリンまたはそのカリウム塩は、マスタードシードだけではなく、コショウやハツカダイコンの根にも含まれる。硫酸バリウムによる加水分解やミロシンでの分解により、グルコース、アリル化マスタードオイル、硫酸水素カリウムが生成する。白コショウ中のシナルビンは、マスタードオイル、グルコースと、コリンとシナピン酸の化合物であるシナピンに分解される。ヒルガオ科のスカモニア中に存在するスカモニンは、グルコースとジャラピノール酸に加水分解される。

## ベンゼン誘導体

### ベンゼン酸誘導体
ベンゼン誘導体のセロトロピンは、結核の治療に用いられる。ヨーロッパヤマナラシの葉や樹皮に生じるポプリンは、サリシンのベンゼン誘導体である。ベンゾイル-β-D-グルコシドは、ホコシダで見られる。

### フェノール誘導体
例えばフラボノイド等の天然フェノールやポリフェノール中でもグルコシドは多く見られる。コケモモ等に含まれるアルブチンやメチルアルブチンは、加水分解してヒドロキノンとグルコースを生じる。薬理学的には、尿の殺菌剤や利尿剤として働く。サリシンはヤナギで見られる。プチアリンやエマルシン等の酵素は、サリシンをグルコースとサリゲニン、o-オキシベンジルアルコールに分解する。また酸化により、ヘリシンというアルデヒドを生じる。

## スチレン誘導体
このグループは、ベンゼン基とエチレン基の両方を持ち、スチレンに由来する。コニフェリンは、針葉樹の形成層で見られ、エマルシンによってグルコースとコニフェリルアルコールに分解される。また酸化されるとグリコバニリンが生じ、さらにエマルシンによってグルコースとバニリンが生じる。ライラックの樹皮で見られるシリンギンは、コニフェリンのメトキシ化物である。様々な果物の樹の根の皮で見られるフロリジンは、加水分解されるとグルコースとフロレチンを生じる。フロレチンと関連するペントシドのナリンギンは、加水分解されるとラムノースとナリンゲニンを生じる。
- セイヨウトチノキやカリフォルニアバックアイに含まれるエスクリン[2]とアルピナに含まれるダフニンは異性体であり、加水分解すると、前者はグルコースとエスクレチン（6,7-ジヒドロキシクマリン）、後者はグルコースとダフネチン（7,8-ジヒドロキシクマリン）を生じる。
- セイヨウトネリコに含まれるフラクシンは、加水分解するとグルコースとフラクセチンを生じる。
- フラボンは多くの植物に含まれ、野菜の色素となっている。
- クェルシトリンは、クロガシワに含まれる黄色色素で[3]、加水分解するとラムノースとクェルセチンが生じる。
- ラムネチンは、クロウメモドキに含まれ、メチル化したクェルセチンである。
- サポナリンは、サボンソウに含まれる。

## アントラセン誘導体
アントラキノンの置換誘導体が多く、例えば下剤となる等、医学的に応用されているものも多い。また、アリザリン骨格を持つルベリトリン酸は、貴重な染料となる。ルバーブで見られるクリソファン酸は、エモジンを含む。この物質は、クロウメモドキ属の樹皮でラムノースとともに見られる。
最も重要な青酸グルコシドは、苦いアーモンドに含まれるアミグダリンである。マルターゼは、アミグダリンをグルコースとmandelic nitrile glucosideに分解し、後者はさらにエマルシンにより、グルコース、ベンズアルデヒド、シアン化水素に分解する。また、エマルシンはアミグダリンを直接、これらの化合物に分解する。
その他にも、多くのグルコシドが自然界から単離されている。サポニンは水を泡立てる物質で、キラヤ属の樹皮で見られる。アイに含まれるインディカンは、インディゴのグルコシドで、加水分解するとインドキシルとインディグルシンを生じる。

## 関連文献
- この記事にはアメリカ合衆国内で著作権が消滅した次の百科事典本文を含む: Chisholm, Hugh, ed. (1911). "Glucoside". Encyclopædia Britannica (英語). Vol. 12 (11th ed.). Cambridge University Press. p. 142-143.
- M Brito-Arias Synthesis and Characterization of Glycosides editorial Springer 2007